# Zacharias Ståhl
Zacharias Johannis Ståhl, född 1662 i Eksjö, död 6 mars 1720 i Lommaryds församling, var en svensk präst och kopparstickare.

## Biografi
Ståhl föddes i Eksjö och var son till en handlande i staden. Han blev 1680 student vid Uppsala universitet och studerade sedan utomlands. Ståhl avlade magisterexamen vid Wittenbergs universitet 1691. Han blev 1693 konrektor vid Linköpings trivialskola och 1694 rektor vid nämnda skola. År 1695 blev han lektor i filosofi (logik och metafysik) vid Katedralskolan i Linköping. Ståhl prästvigdes 1697 och var från 1698 kyrkoherde i Lommaryds församling. Vid prästmötet 1708 var han preses. Ståhl avled 1720 i Lommaryds församling.
Vid sidan av sin tjänst var han verksam som kopparstickare och utförde bland annat ett hyllningskväde till Haqvin Spegel med ett egenhändigt utfört kopparstick.

### Familj
Ståhl var gift med Maria Törning. Hon var dotter till kyrkoherden Johannes Törning i Västerviks församling. De fick tillsammans barnen auskultanten i Göta hovrätt Hans Ståhl, S. M. adjunkten Johan Ståhl i Lommaryds församling, Christina Elisabeth Ståhl som var gift med kyrkoherden Samuel Loenbom i Västra Ryds församling och Maria Ståhl som var gift med kyrkoherden Botvidus Magni Livin i Säby församling.